# Jacques Duhamel
Jacques Duhamel (* 24. September 1924 in Paris; † 8. Juli 1977 ebenda) war ein französischer Politiker, der zwischen 1962 und 1969 sowie erneut von 1973 bis zu seinem Tod 1977 Mitglied der Nationalversammlung sowie zwischen 1969 und 1971 Landwirtschaftsminister sowie anschließend von 1971 bis 1973 Kulturminister war.

## Familiäre Herkunft, Zweiter Weltkrieg
Duhamel stammte aus einer gutbürgerlichen Pariser Familie und war der Sohn von Jean Duhamel, dem Generaldirektor des Kohlebergbauverbandes CCHF (Comité central des houillères de France), der nach Beginn des Zweiten Weltkrieges und nach dem Einmarsch der deutschen Wehrmacht in Frankreich im Mai 1940 ums Leben kam. Daraufhin brach er als Halbwaise seine schulische Ausbildung am Lycée Janson de Sailly ab und lebte bei seiner Familie in La Baule-Escoublac. Hier baute eine provisorische Organisationszentrale für Flüchtlinge auf und wurde vom Roten Kreuz zum örtlichen Flüchtlingskommissar ernannt.
Er trat 1942 der Widerstandsbewegung Résistance bei und wurde im selben Jahr wegen seiner Aktivitäten verhaftet und im Gefängnis von Fresnes inhaftiert. Nach der Befreiung von Paris im August 1944 kehrte er dorthin zurück und nahm ein Studium der Rechts- und Literaturwissenschaften an der Universität von Paris sowie an der privaten Hochschule École libre des sciences politiques auf. Für seine Verdienste in der Widerstandsbewegung wurde ihm das Croix de guerre und die Médaille de la Résistance verliehen, Edmond Michelet ehrte ihn mit dem Ritterkreuz der Ehrenlegion. 

## Berufliche Tätigkeiten in der Nachkriegszeit

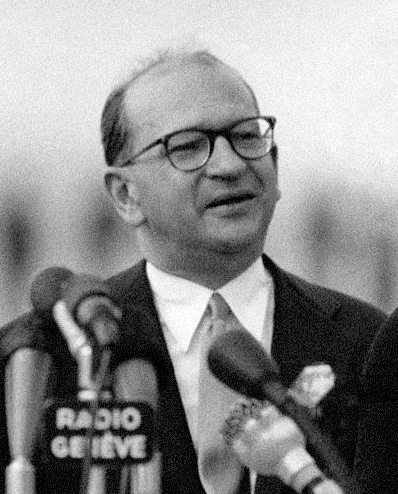
Edgar Faure wurde nach Ende des Zweiten Weltkrieges zu Duhamels politischem Mentor

Nach Kriegsende setzte Duhamel sein Studium am Institut d’études politiques de Paris (SciencesPo) in der Rue Saint-Guillaume fort und erwarb dort ein Lizenziat der Rechtswissenschaften sowie ein Diplom der Soziologie. Er trat anschließend 1947 seine Ausbildung an der Verwaltungshochschule ENA (École nationale d’administration) an und gehörte dort neben François-Xavier Ortoli und Alain Peyrefitte zum ersten Jahrgang, der Promotion France combattante. Nach einer darauf folgenden kurzzeitigen Tätigkeit in der Finanzverwaltung (Inspection des finances) wurde er im Palais Royal Mitarbeiter des Staatsrates (Conseil d’État), der sowohl Verwaltungsgericht als auch Beratungsorgan der Regierung ist.
Als Auditor Erster Klasse (Auditeur de 1ère classe) beim Staatsrat machte Duhamel 1948 die Bekanntschaft von Edgar Faure, der zu seinem politischen Mentor werden sollte. Als Faure im Februar 1949 von Premierminister Henri Queuille zum Staatssekretär im Finanzministerium ernannt wurde, folgte ihm Duhamel als offizieller und technischer Berater in das Ministerium in der Rue de Rivoli. Dort war er bis Juli 1950 tätig und wurde dann Faures Berater während dessen Amtszeit als Haushaltsminister von Juli 1950 bis August 1951 sowie als Justizminister zwischen August 1951 und Januar 1952.
Nachdem Faure am 20. Februar 1952 erstmals selbst Premierminister wurde, wurde Duhamel Stellvertretender Kabinettschef (Directeur adjoint de cabinet) des Premierministers in dessen Amtssitz im Hôtel Matignon an der Rue de Varenne bis zum Ende von Faures Amtszeit am 8. März 1952. Das Amt des Stellvertretenden Kabinettschefs bekleidete er auch während der Amtszeit von Faure als Finanz- und Wirtschaftsminister zwischen Juni und November 1953. Danach kehrte er 1954 als Verwaltungsbeamter mit dem Titel eines Maître des requêtes zum Conseil d’État zurück, ehe er am 19. Juni 1954 wiederum Vize-Kabinettschef von Faure wurde, der nunmehr Minister für Finanzen, Wirtschaft und Planung war. Im Anschluss war er vom 29. Januar bis 23. Februar 1955 in dieser Position Mitarbeiter Faures während dessen Amtszeit als Außenminister.
Am 4. März 1955 folgte Duhamel Faure, nachdem dieser zum zweiten Mal Premierminister wurde, abermals ins Hôtel Matignon und übernahm dieses Mal die Funktion als dessen Kabinettschef (Directeur de cabinet) bis zum Ende von Faures Amtszeit am 1. Februar 1956. Danach war er von 1956 bis 1959 erst Stellvertretender Generaldirektor in der Produktionskommission beziehungsweise in der Produktivitätskommission. Im Anschluss wurde er im Januar 1960 erst Generaldelegierter und danach von Mai 1960 bis 1962 Generaldirektor des Nationalen Zentrums für Außenhandel (Centre national du commerce extérieur). Zugleich wurde er am 7. Oktober 1961 Mitglied des Verwaltungsrates der Tabakmonopolverwaltung SEITA (Service d’exploitation industrielle des tabacs et allumettes). Zu dieser Zeit wurde er auch Mitglied der Parti républicain, radical et radical-socialiste (PR).

## Abgeordneter und Minister der Fünften Republik

### Legislaturperiode 1962 bis 1967
Am 25. November 1962 wurde Duhamel als Kandidat der PR im zweiten Wahlkreis des Département Jura erstmals zum Mitglied der Nationalversammlung gewählt. In diesem aus den Arrondissements Dole, Lons-le-Saunier und Saint-Claude bestehenden Département errang er zusammen mit seinem Huckepack-Kandidaten (Suppleant) Henri Jouffroy, der auch Bürgermeister von Chissey-sur-Loue war, im ersten Wahlgang 11.858 der 46.345 Wählerstimmen (25,6 Prozent). Die sozialistische SFIO hatte keinen eigenen Kandidaten aufgestellt. Im zweiten Wahlgang eine Woche später errang er mit 25.920 Stimmen (52,5 Prozent) einen Sieg über seinen wichtigsten Gegner, den Bürgermeister von Syam und gaullistischen Abgeordneten Max Montagne. Durch die Mobilisierung von Wählern gewann er mit einem Vorsprung von rund 2.500 Stimmen, wobei das christdemokratische Mouvement républicain populaire (MRP) sowie die Parti communiste français (PCF) ihre Kandidaten zurückzogen. In seinem Wahlkampf befasste er sich anders als der damalige Premierminister Michel Debré, der im ersten Wahlkreis des Departements kandidierte, ausschließlich mit lokalen Themen wie der Ausrüstung von Schulen, Städten, Dörfern und dem Handel. Dabei bezog er sich auf seine Tätigkeit als Präsident der Gesellschaft für den Anbau und Verkauf landwirtschaftlicher Erzeugnisse und Lebensmittel SOPEXA (Société pour l’expansion des ventes des produits agricoles et alimentaires).
In der Nationalversammlung im Palais Bourbon schloss er sich der Fraktion Rassemblement démocratique (bestehend aus Abgeordneten der PR und kleinerer Parteien der politischen Mitte) an und wurde zugleich Mitglied des wichtigen Ausschusses für Finanzen, allgemeine Wirtschaft und Planung (Commission des finances, de l’économie générale et du plan) und wurde zugleich am 7. Februar 1963 Mitglied des Beratenden Ausschusses für Kinofilme (Commission consultative du cinéma). Daneben wurde er zwischenzeitlich 1964 auch Mitglied des Generalrates des Kanton Dole sowie 1964 Erster Vize-Bürgermeister von Dole.

### Wiederwahl 1967
Duhamel schloss sich 1966 der neuen Mitte-Partei Centre démocrate (CD) unter Führung Jean Lecanuets an und wurde in deren Vorstand gewählt. Bei der Parlamentswahl vom 12. März 1967 kandidierte er für das aus CD, Centre national des indépendants et paysans (CNIP) und Centre républicain (CR) bestehende Wahlbündnis der Mitte Progrès et démocratie moderne (PDM) erneut im zweiten Wahlkreis des Département Jura. Im ersten Wahlgang erreichte er 23.665 der 56.440 Wählerstimmen (41,9 Prozent) und er wurde im anschließenden zweiten Wahlgang mit 29.509 Stimmen (51,6 Prozent) gewählt. Zwei der drei anderen Kandidaten des ersten Wahlgangs traten auch im zweiten Wahlgang an: der Kandidat der PCF, Maurice Faivre-Picon, sowie der gaullistische Kandidat Pierre Grosperrin, die allerdings mit 10.776 beziehungsweise 16.915 Stimmen erfolglos blieben.
In dieser Legislaturperiode wurde er Vorsitzender der neu gegründeten Fraktion Progrès et démocratie moderne. Trotz seiner Freundschaft zu dem damaligen Landwirtschaftsminister Edgar Faure und Premierminister Georges Pompidou verfolgte er jedoch eine oppositionelle Politik gegenüber der Regierung. Zunächst war er ein Jahr lang Mitglied des Auswärtigen Ausschusses (Commission des affaires étrangères), ehe er im April 1968 wieder Mitglied des Ausschusses für Finanzen, allgemeine Wirtschaft und Planung wurde. Im Zuge der Studentenunruhen im Mai 1968 beantragte er die Einrichtung einer Parlamentarischen Untersuchungskommission über die Niederschlagung der Unruhen sowie die Bildung einer Kontrollkommission zur Untersuchung der Verwaltung und Technik der nationalen Bildung.

### Wiederwahl 1968
Nach der Auflösung der Nationalversammlung im Zuge der Mai-Unruhen 1968 kandidierte Duhamel bei den darauf folgenden Wahlen erneut für einen Sitz im Parlament und schlug im zweiten Wahlgang am 30. Juni 1968 seinen kommunistischen Gegenkandidaten deutlich mit einem Vorsprung von rund 27.000 Stimmen und wurde mit 37.531 der 48.177 abgegebenen Stimmen (77,9 Prozent) zum dritten Mal gewählt. Dabei kam ihm zugute, dass der Kandidat der Gaullisten, Robert Grossmann, im zweiten Wahlgang nicht erneut antrat und 8.000 Wähler im zweiten Wahlgang nicht zur Wahl gingen. Beeindruckt von den Mai-Unruhen forderte er in seinem Wahlkampf eine Änderung der Gesellschaft, allerdings eine geordnete Veränderung (changement dans l’ordre), die eine „neue Mehrheit, neue Kräfte, eine neue Politik und eine neue Demokratie“ (‚une majorité nouvelle, de forces nouvelles, d’une politique nouvelle et d’une démocratie nouvelle‘) erfordere.
Zu Beginn der vierten Legislaturperiode wurde er wieder Vorsitzender der PDM-Fraktion und am 13. Juli 1968 Mitglied des Ausschusses für Nationale Verteidigung und die Streitkräfte (Commission de la défense nationale et des forces armées). In einer Gesetzesinitiative vom 29. Oktober 1968 forderte er die Modifizierung und Erweiterung der Geschäftsordnung der Nationalversammlung. Ferner befasste er sich intensiv mit Fragen der öffentlichen Bildung, der Hochschul- sowie zur Jugendpolitik, wodurch es auch zu Konflikten mit seinem alten Mentor Edgar Faure kam, der nach den Mai-Unruhen am 12. Juli 1968 Minister für nationale Bildung in der Regierung von Premierminister Maurice Couve de Murville geworden war. 1968 wurde er auch Mitglied des Französisch-Nordvietnamesischen Freundschaftskomitees.

### Landwirtschaftsminister 1969 bis 1971
Nach dem Referendum zur Reform des Senats und zur Regionalisierung (Référendum sur la réforme du Sénat et la régionalisation) vom 27. April 1969 und der Wahl seines Freundes Georges Pompidou am 15. Juni 1969 zum Staatspräsidenten bildete er innerhalb der PDM zusammen mit anderen jüngeren Politikern wie Bernard Stasi, Joseph Fontanet und Jacques Barrot das Centre démocratie et progrès (CDP) entstand, dessen Präsident er wurde. Das CDP bezog seine politische Inspiration laut Duhamel aus drei verschiedenen Strömungen der französischen Politik: aus dem Liberalismus des Geistes, der christlichen Moral sowie der reformistischen Linken.
Am 20. Juni 1969 wurde Duhamel von Jacques Chaban-Delmas als Landwirtschaftsminister (Ministre de l’Agriculture) in dessen Kabinett berufen und übernahm damit erstmals selbst ein Ministeramt. In dieser Funktion bemühte er sich um eine Regulierung der Märkte. Daneben legte er in den Beratungen zu den Haushaltsentwürfen 1970 und 1971 drei wichtige Gesetzesentwürfe vor, und zwar zum einen Gesetzesentwurf zum Schutz von Pflanzenzüchtungen, das die Züchtung neuer Pflanzen ermöglichte und damit einen Beitrag zur landwirtschaftlichen Forschung und zur technischen Unterstützung der Entwicklung leistete. Im November 1970 folgte ein Gesetzesentwurf zur Verbesserung der Waldstrukturen. Darin wurde die Bedeutung forstwirtschaftlicher Produkte für die Handelsbilanz herausgestellt. Am 11. November 1970 folgte schließlich ein Gesetzentwurf zur Verteidigung langfristiger ländlicher Pachtverträge, insbesondere wegen des Abfließens von Kapitalmitteln für die Landwirtschaft und als Angebot zusätzlicher Vergünstigungen für Umstrukturierungen.

### Kulturminister 1971 bis 1973
Im Rahmen einer Umbildung der Regierung Chaban-Delmas übernahm Duhamel am 7. Januar 1971 von André Bettencourt das Amt des Kulturministers (Ministre des Affaires culturelles), während er selbst von Michel Cointat im Amt des Landwirtschaftsministers abgelöst wurde. Das Amt des Kulturministers bekleidete er auch im ersten Kabinett von Premierminister Pierre Messmer bis zum 28. März 1973. Grund für die Übernahme dieses Ministeramtes war seine angegriffene Gesundheit nach einem Autounfall, zumal die Tätigkeit als Landwirtschaftsminister auch zunehmend Verpflichtungen bei den Europäischen Gemeinschaften in Brüssel erforderte. Zugleich wurde er im Frühjahr 1971 zum Bürgermeister von Dole gewählt. Zu seinem Kabinettschef im Kulturministerium in der Rue de Valois berief er Jacques Rigaud, den späteren langjährigen Geschäftsführer von RTL. Duhamel bemühte sich um eine Koordinierung aller kultureller Aufgaben der unterschiedlichen Ministerien. Dabei zog er zu Anfang seiner Amtszeit den Vergleich zu seinen beiden unmittelbaren Vorgängern André Malraux und Edmond Michelet mit den Worten und beschrieb seine Arbeit als Kulturminister wie folgt:

« Je ne penserai pas au niveau de Malraux, je ne vivrai pas au niveau de Michelet, mais j’agirai en m’inspirant de l’un et de l’autre. Mieux vaut dans l’immédiat sauver mille monuments pour cinquante ans que cinquante pour mille ans. Je connais des politiques sans chances; je n’en connais pas sans risques. »

„Ich denke nicht auf dem Niveau von Malraux, ich lebe nicht auf dem Niveau von Michelet, aber ich werde die Inspiration zum Handeln von dem einen wie dem anderen holen. Es ist besser tausend Denkmäler für fünfzig Jahre gerettet zu haben, als fünfzig Denkmäler für tausend Jahre. Ich kenne die Politik ohne Chancen, aber ich kenne keine Politik ohne Risiken.“

Als Kulturminister führte er Reformen auf dem Gebiet der Filmzensur sowie der beiden Opernhäuser Pariser Oper und der Opéra-Comique durch und ernannte Rolf Liebermann zum Intendanten der Opéra Garnier. Daneben legte er eine Novelle des Architekturgesetzes vor. Bei seinen Personalentscheidungen in den staatlichen kulturellen Instituten nahm er keine Rücksicht auf parteipolitische Beziehungen und ernannte beispielsweise Jack Lang in der Nachfolge von Persönlichkeiten wie Jean Vilar und Georges Wilson zum Intendanten des Théâtre national de Chaillot und unterstützte die Arbeit von Roger Planchon, Patrice Chéreau und Roger Gilbert-Lecomte im Théatre de la Cité de Villeurbanne, das während seiner Amtszeit 1972 zum Théâtre National Populaire wurde, ebenso wie die von Louis Erlo, der 1973 Intendant der Opéra-Studio de Paris wurde. Daneben trat er für eine Rückkehr von Pierre Boulez aus den USA ein und gründete 1972 zusammen mit Michel Guy das Festival d’automne à Paris, ein Festival für unterschiedliche zeitgenössische Künstler und Kulturaktivitäten, und unterzeichnete die Annahme zur Umsetzung des Centre Georges-Pompidou. Darüber hinaus gründete er den Fonds für kulturelle Investitions FIC (Fonds d’intervention culturelle). Andererseits lehnte er den Bau weiterer Hochhäuser wie den des Tour CB21 im Viertel La Défense ab.
In den Haushaltsberatungen für 1972 stellte Duhamel die Arbeit des Kulturministeriums heraus, die eine Expansion der Kulturpolitik in Frankreich und im Ausland zum Ziel haben müsse, aber auch das soziale Statut von Künstlern ebenso anerkennen sollte wie das Recht aller Bürger auf Zugang zur Kultur. Daneben schuf er Hilfen für Unterstützung von Kinos und bereitete eine umfangreiche Kulturpolitik für die Regionen Frankreichs vor. In den Haushaltsberatungen 1973 forderte er die Beteiligung aller Ministerien an den Kosten für die klassischen Denkmäler. Daneben regte er die Aufstellung eines Sozialplans für Schriftsteller an und wurde 1973 Mitglied des Redaktionsteams des Bulletin Faits et causes.
In Absprache mit dem Präsidenten der Republik Pompidou trat Duhamel von seinem Ministeramt am 29. März 1973 nach den Wahlen vom Frühjahr zurück.

### Wiederwahl 1973 und letzte Lebensjahre
Bei diesen hatte er abermals für den zweiten Wahlkreis im Département Jura kandidiert. Im ersten Wahlgang am 4. März 1973 hatte er seine Wiederwahl nur knapp verfehlt und bekam 49,3 Prozent der abgegebenen Stimmen. Beim zweiten Wahlgang am 11. März 1973 wurde er zum vierten Mal zum Abgeordneten gewählt. Die Wahl von sechs weiteren Kandidaten hatten einen zweiten Wahlgang wahrscheinlich gemacht, bei dem sein sozialistischer Gegenkandidat rund 10.000 der 60.125 abgegebenen Stimmen erhalten hatte. Dieses Mal führte Duhamel einen auf nationale politische Themen ausgerichteten Wahlkampf. Die Kommunisten, die 1972 eine Allianz mit den Sozialisten mit einem gemeinsamen Wahlprogramm geschlossen hatten, die in Westeuropa einmalig war, wurden als Risiko für das Land dargestellt.
Nach seiner Wiederwahl schloss sich Duhamel der aus der PDM hervorgegangenen Fraktion der Union Centriste an, deren Fraktionsvorsitzender er am 26. April 1973 wurde. In dieser Funktion verblieb er bis zum 2. April 1974, dem Tag des Todes von Präsident Pompidou. Daraufhin schloss er sich am 10. Juli 1974 der parlamentarische Gruppe der Reformer, Zentristen und sozialen Demokraten RCDS (Réformateurs, centristes et démocrates sociaux) und trat später dem 1976 von Jean Lecanuet gegründeten Centre des démocrates sociaux (CDS) bei, dem sich auch seine alten Freunde der CDP anschlossen.
Während dieser Legislaturperiode war er von April bis Dezember 1973 zunächst Mitglied des Ausschusses für Verfassungsrecht, Gesetzgebung und allgemeine Verwaltung der Republik (Commission des lois constitutionnelles, de la législation et de l’administration générale de la République) sowie anschließend zwischen Dezember 1973 und Mai 1975 Mitglied des Ausschusses für Produktion und Handel (Commission de la production et des échanges), ehe er zuletzt seit Mai 1975 bis zu seinem Tod am 8. Juli 1977 Mitglied des Ausschusses für Kultur, Familien und Soziales (Commission des affaires culturelles, familiales et sociales) war. Für seine Verdienste um das Weinbaugebiet Jura wurde er von der Weinbruderschaft Commanderie des Nobles Vins du Jura et du Comté zum „Botschafter des Weinbaugebietes“ ernannt.
Am 8. Juli 1977 verstarb Jacques Duhamel nach langjähriger Krankheit an den Folgen der Multiplen Sklerose im Alter von 52 Jahren in Paris. Aus seiner 1947 mit Colette Rousselot geschlossenen Ehe gingen vier Söhne hervor: Jérôme Duhamel, der 1971 bei einem Verkehrsunfall ums Leben kam, der Rechtswissenschaftler Olivier Duhamel, der als Professor für Verfassungsrecht am Institut d’études politiques de Paris lehrte, der Journalist Stéphane Duhamel, der zwischen 2000 und 2001 Programmdirektor von RTL sowie Chefredakteur der Tageszeitung La Provence war, und der Arzt Gilles Duhamel, der Mitarbeiter der Generalinspektion für soziale Angelegenheiten IGAS (Inspection générale des affaires sociales) war.